# Педру-Алешандри
Педру-Алешандри (порт. Pedro Alexandre)  —  муниципалитет в Бразилии, входит в штат Баия. Составная часть мезорегиона Северо-восток штата Баия. Входит в экономико-статистический  микрорегион Жеремоабу. Население составляет 18 522 человека на 2006 год. Занимает площадь 1110,078 км². Плотность населения — 16,7 чел./км².

## Статистика
- Валовой внутренний продукт на 2003 год составляет 21 766 433,00 реалов (данные: Бразильский институт географии и статистики).
- Валовой внутренний продукт на душу населения на 2003 год составляет 1222,70 реалов (данные: Бразильский институт географии и статистики).
- Индекс развития человеческого потенциала на 2000 год составляет 0,535 (данные: Программа развития ООН).